# Mid-Winter Songs
Mid-Winter Songs is een compositie van Morten Lauridsen.

## Inleiding
Mid-Winter Songs is een liederencyclus op teksten van Robert Graves (1895-1985). De componist schreef er zelf over dat het de structuur heeft van meerdere werken binnen de klassieke muziek. Thema’s uit het eerste deel komen terug in de volgende delen. Voorts is het geschreven in een virtuoze stijl. Soms heeft dat te maken met de stemvoering (ongebruikelijke intervallen, de none), soms met articulatie in een koor (snelle tekst toch gelijk blijven zingen). Net als de klassieke werken heeft het een klassiek opbouw, waarbij deel 2 het scherzo kan zijn en deel 3 het uitdiepende langzamere gedeelte.
Het origineel is geschreven voor koor en piano. In 1980 vierde de universiteit van Zuid-Californië haar 100-jarig bestaan en gaf de componist een opdracht waaruit dit werk tevoorschijn kwam. In 1983 maakte de componist een arrangement voor kamerorkest; het Pasadena Chamber Orchestra had toen de primeur.

## Muziek
Het werk heeft een vijfdelige structuur. Het werk is geschreven in 1980, doch dat is aan de muziek niet af te luisteren. Het is melodierijk gezang dat de boventoon voert, in de piano/orkestpartij zijn wel moderne klanken te horen, doch niet zo extreem als andere muziek binnen de klassieke muziek uit de 20e eeuw.

### Delen
1. Lament for Parsiphaë (de winter is komende, schrijver wenst dat de zon nog wat langer scheen)
2. Like Snow (eerste sneeuwvlokken)
3. She Tells Her Love while Half Asleep
4. Mid-Winter Waking (uit de winterslaap)
5. Intercession in Late October

### Orkestratie
- sopraan, alt, tenor, bariton/bas
- 2 fluiten incl. piccolo, 1 hobo, 1 althobo, 1 klarinet, 1 basklarinet, 2 fagotten
- 2 hoorns, 1 trompet, 1 trombone, geen tuba
- slagwerk bestaande uit 2 pauken, kleine trom, bekkens, tamboerijn, glockenspiel, triangel, harpen,
- strijkorkest (violen, altviolen, celli en contrabassen)

## Discografie
Binnen het kleine segment van koor muziek is het opvallend dat het al een aantal opnamen heeft:
- Uitgave Naxos: Elora festival Singers, Leslie De’Ath piano o.l.v. Noel Edison; (pianoversie)
- Uitgave Hyperion: Polyphony (koor); Britten Sinfonia o.l.v. Stephen Layton (orkestversie)
- Uitgave RCM Records: Los Angeles Master Chorale o.l.v. Paul Salamunovitsj (orkestversie); de componist was daar ooit huiscomponist.